# 가브리에우 오노리우 하무스
가브리에우 오노리우 하무스(포르투갈어: Gabriel Honório Ramos, 1996년 7월 16일~)는 브라질의 축구 선수이다.